# غاري دوبين
غاري دوبين (بالإنجليزية: Gary Dubin)‏ مواليد 5 مايو 1959 في لوس أنجلوس - الوفاة 8 أكتوبر 2016 في بربانك، الولايات المتحدة، هو ممثل أمريكي بدأ مسيرته الفنية سنة 1966. امتدت مسيرته الفنية لأكثر من 47 عاما.

## الأعمال
- غرين أيكرز
- قطط ذوات
- مانيكس
- الماس للأبد
- مكتب التحقيقات الفيدرالي
- الفك المفترس 2
- حقائق الحياة
- روعة بين العشب
- قانون عرفي
- كاوبوي بيباب

## روابط خارجية
- غاري دوبين على موقع IMDb (الإنجليزية)
- غاري دوبين على موقع ميوزك برينز (الإنجليزية)
- غاري دوبين على موقع ديسكوغز (الإنجليزية)
- غاري دوبين على موقع قاعدة بيانات الفيلم (الإنجليزية)